# Vingt-quatre Heures chez les Martiens
Pour plus de détails, voir Fiche technique et Distribution.
Vingt-quatre Heures chez les Martiens (Rocketship X-M) est un film américain de science-fiction réalisé par Kurt Neumann, sorti en 1950. C'est le premier film d'après guerre ayant pour thème l'exploration spatiale.

## Synopsis
Devant un parterre de journalistes, la première mission lunaire est lancée avec la fusée « RXM » (Rocketship eXploration to the Moon) dans laquelle embarquent 4 hommes et une femme. Après un décollage réussi, l'appareil est dévié vers la planète Mars. Sur place, les astronautes découvrent les signes d'une civilisation passée très évoluée qui semble avoir été anéantie après une guerre nucléaire. Peu après, ils se font agresser par des indigènes aux corps couverts de stigmates. Corrigan puis Eckstrom sont tués. Les trois rescapés réussissent à s'échapper, mais Chamberlain est blessé. La fusée décolle. Approchant de la Terre, Van Horn constate qu'il n'y a plus d'énergie propulsive. Elle décide de contacter la base pour témoigner de leur expédition. La fusée s'écrase. En dépit de ce drame, Fleming annonce à la presse que l'expédition a prouvé que la conquête spatiale est désormais possible.

## Fiche technique
- Titre : Vingt-quatre Heures chez les Martiens
- Titre original : Rocketship X-M
- Réalisation : Kurt Neumann
- Scénario : Orville H. Hampton
Kurt Neumann
Dalton Trumbo
- Musique : Ferde Grofé, comprenant une plage avec du thérémine (séquences sur Mars).
- Photographie : Karl Struss
- Effets spéciaux : Jack Rabin ; matte painting : I. A. Block
- Production : Kurt Neumann
- Société de production : Lippert Pictures
- Sociétés de distribution : Lippert Pictures ( États-Unis), Les Films du Verseau ( France)
- Pays de production : États-Unis
- Langue originale : anglais
- Format : Noir et blanc - 35 mm
- Genre : Science-fiction
- Durée : 78 minutes
- Budget : 94 000 dollars
- Dates de sortie :
  - États-Unis : 26 mai 1950
  - France : 23 avril 1952

## Distribution
- Lloyd Bridges : Colonel Floyd Graham (Pilote)
- Osa Massen : Dr Lisa Van Horn (Chimiste)
- John Emery : Dr Karl Eckstrom (Ingénieur en chef)
- Noah Beery Jr. : Major William Corrigan (Ingénieur)
- Hugh O'Brian : Harry Chamberlain (radio et cartographe)
- Morris Ankrum : Dr Ralph Fleming (Directeur du projet)

## À noter
- Le film a été tourné en seulement 18 jours, afin de devancer la sortie très attendue de Destination... Lune ! et de bénéficier par ricochet de la publicité pour ce film, l'un des premiers dans le genre Hard science-fiction. La deuxième partie du film, comportant les séquences martiennes, sont filmées sur pellicule avec virage rouge-sépia.
- Le design de la fusée RX-M provient d'une illustration publiée dans un numéro de Life daté du 17 janvier 1949.
- La sortie du film a lieu seulement un mois après la prépublication d'Objectif Lune d'Hergé dans le magazine Tintin.